# Alberto Artur Sarmento
Alberto Artur Sarmento (Funchal, 7 de julho de 1878 — Funchal, 23 de março de 1953) foi um oficial do Exército Português que se distinguiu como pianista, escritor de textos literários para música e musicógrafo, especialista no folclore musical madeirense.

## Biografia
Alberto Artur Sarmento nasceu na cidade do Funchal, filho de Artur Adolfo Sarmento e de sua esposa Margarida Henriques Sarmento. Após ter concluído o ensino secundário no Liceu Nacional do Funchal, frequentou em Lisboa o curso preparatório ministrado na Escola Politécnica de Lisboa e depois a Escola do Exército, cujo curso de Infantaria concluiu. Ingressou na carreira de oficial do Exército Português, sendo despachado alferes de infantaria em 25 de outubro de 1900.
Foi colocado no Regimento de Infantaria n.º 27, no Funchal, onde serviu até 1929, ano em que passou à reserva no posto de tenente-coronel para que fora promovido em 1922. Para além da vida militar, a partir de 1921 dedicou-se também ao ensino liceal, à investigação etnográfica, com destaque para o estudo do folclore musical madeirense, à música e à escrita, colaborando com múltiplos periódicos madeirenses, com destaque para o Heraldo da Madeira, de que foi um dos redatores.
Também se dedicou à história natural do arquipélago da Madeira, reunindo uma importante coleção de rochas e minerais e herborizando extensivamente na ilha da Madeira e na Deserta Grande. A sua coleção petrológica era considerada como de referência para o estudo da petrologia madeirense. Em sua honra foi designada a subespécie endémica Scirpus pungens sarmentoi, uma ciperácea rara. O seu nome também serviu de epónimo a Squaliolus sarmenti (hoje Squaliolus laticaudus ou, quando colocado no género Euprotomicrus, Euprotomicrus sarmenti), uma espécie de pequenos seláceos de grande profundidade.
Teve também influência na música produzida no Funchal na primeira metade do século XX. Foi autor do libreto de «Negaças de Amor», musicado pelo maestro Manuel Ribeiro em Odes sinfónicas. Luiz Peter Clode atribui a Alberto Artur Sarmento o texto literário da Balada do Porto Santo, musicada pelo maestro Gustavo Coelho, e o texto da canção Saudades da Terra, com música do maestro Francisco de Lacerda. É também da sua autoria o libreto da opereta Primeiros Aspectos, musicada por Manuel Ribeiro.
A 31 de dezembro de 1920, foi agraciado com o grau de Comendador da Ordem Militar de Avis e foi membro de diversas sociedades científicas e literárias.

## Obras publicadas
Para além de ter sido um dos colaboradores do Elucidário Madeirense, entre extensa colaboração dispersas por vários periódicos, é autor das seguintes obras:
- As Desertas;
- As Selvagens;
- O Funchal;
- Os alicerces para a história militar da Madeira;
- Ascendência, naturalidade e mudança de nome de João Fernandes Vieira;
- As migalhas;
- Um ponto de História Pátria;
- História Militar da Madeira;
- Corografia elementar do arquipélago da Madeira - Noções mínimas;
- Homenagem a João Fernandes Vieira;
- Madeira - 1801-02: 1807-1814;
- Um auto na Achada;
- Santo António de Lisboa bosquejado na Madeira;
- A Madeira e as Praças de África;
- As Freguesias da Madeira;
- Notícia histórico-militar sobre a Ilha do Porto Santo;
- Ecos da «Maria da Fonte» na Madeira;
- Moedas, Selos, Papel Selado e Medalhas na Madeira;
- Fasquias da Madeira;
- Os peixes dos mares da Madeira (em colaboração com Adolfo de Noronha);
- As aves do arquipélago da Madeira;
- Mamíferos do arquipélago da Madeira;
- Subsídio para o estudo das Formigas da Madeira;
- Os escravos na Madeira;
- Lenda de pedra;
- Ensaios históricos da minha Terra;
- Ripas da Madeira;
- Répteis e Batráquios;
- Notas e documentos sobre a época de D. João IV na Madeira;
- As pequenas indústrias da Madeira;
- Nossa Senhora da Esperança;
- Ensaios Históricos - Ilha da Madeira, Redemoinho de folhas;
- Santo António Pregador - Santo António Militar;
- A Princesa do Reino-Unido de Portugal  e Brasil na Ilha da Madeira;
- Quadros sem aro;
- Vila e freguesia de S. Vicente;
- A propósito do grande Brotero;
- Brotero dá parecer sobre a estufa de Bânger;
- Ilha da Madeira, À Sobremesa, três frutos exóticos.